# 黄脚绿鸠
黄脚绿鸠（学名：Treron phoenicopterus）为鸠鸽科绿鸠属的鸟类，俗名普通绿鸠。分布于印度、斯里兰卡、不丹、孟加拉、中南半岛以及中国大陆的云南等地，多栖息于丘陵及平原地带的森林及薮丛间以及多见于榕果或其他常吃野果丰富的树上。该物种的模式产地在印度。

## 保护
- 中国国家重点保护动物等级：二级

## 亚种
- 黄脚绿鸠云南亚种（学名：Treron phoenicopterus viridifrons）。分布于缅甸以及中国大陆的云南等地。该物种的模式产地在缅甸丹那沙林。[3]